# フセヴォロド・ウラジミロヴィチ
フセヴォロド・ウラジミロヴィチ（ロシア語: Всеволод Владимирович、983年または984年 - 1013年以前）は、キエフ大公ウラジーミルとログネダとの間の子の一人であり、初代ヴォルィーニ公となった人物である。
988年に父のウラジーミルはヴォルィーニ地方、ルーグ川右岸のロドメルという都市を占領し、その都市に自分と同じ名（ロシア語:ウラジーミル、ウクライナ語:ヴォロディームィル）をつけた。フセヴォロドは公国としての都市の統治を託された。また、フセヴォロドはウラジーミル付近のヴァリャジュに軍を派遣し収容した。1008年もしくは1013年に、ヴォルィーニ地方が当時トゥーロフ公だったスヴャトポルクの手に渡ったときには、すでにフセヴォロドは死去していた。
なお、スウェーデンのサガに記された女王・シグリドに求婚したヴィッサヴァリドという人物と、フセヴォロドとを同一人物とみなす説がある。D.リハチョフはこの仮説を支持しているが、L.ヴォイトヴィチはこの仮説に異論を唱えている。